# 射水市役所
射水市役所（いみずしやくしょ）は、日本の地方公共団体である射水市の組織が入り執行機関としての事務を行う施設（役所）。
市役所は、以下の3つの庁舎に分かれている。
| 庁舎                      | 住所                            | 業務 |
| ------------------------- | ------------------------------- | --- |
| 本庁舎                    | 〒939-0294 射水市新開発410番地1 | 市長、助役、収入役、企画総務部、会計課、選挙管理委員会、市議会、教育委員会、監査委員事務局、福祉保健部、市民環境部ほか |
| 大島庁舎 （旧大島町役場） | 〒939-0292 射水市小島703番地    | 産業経済部、農業委員会事務局、都市整備部ほか                                                                           |
| 布目庁舎                  | 〒934-0048 射水市布目1番地      | 上下水道部 |

## 概要

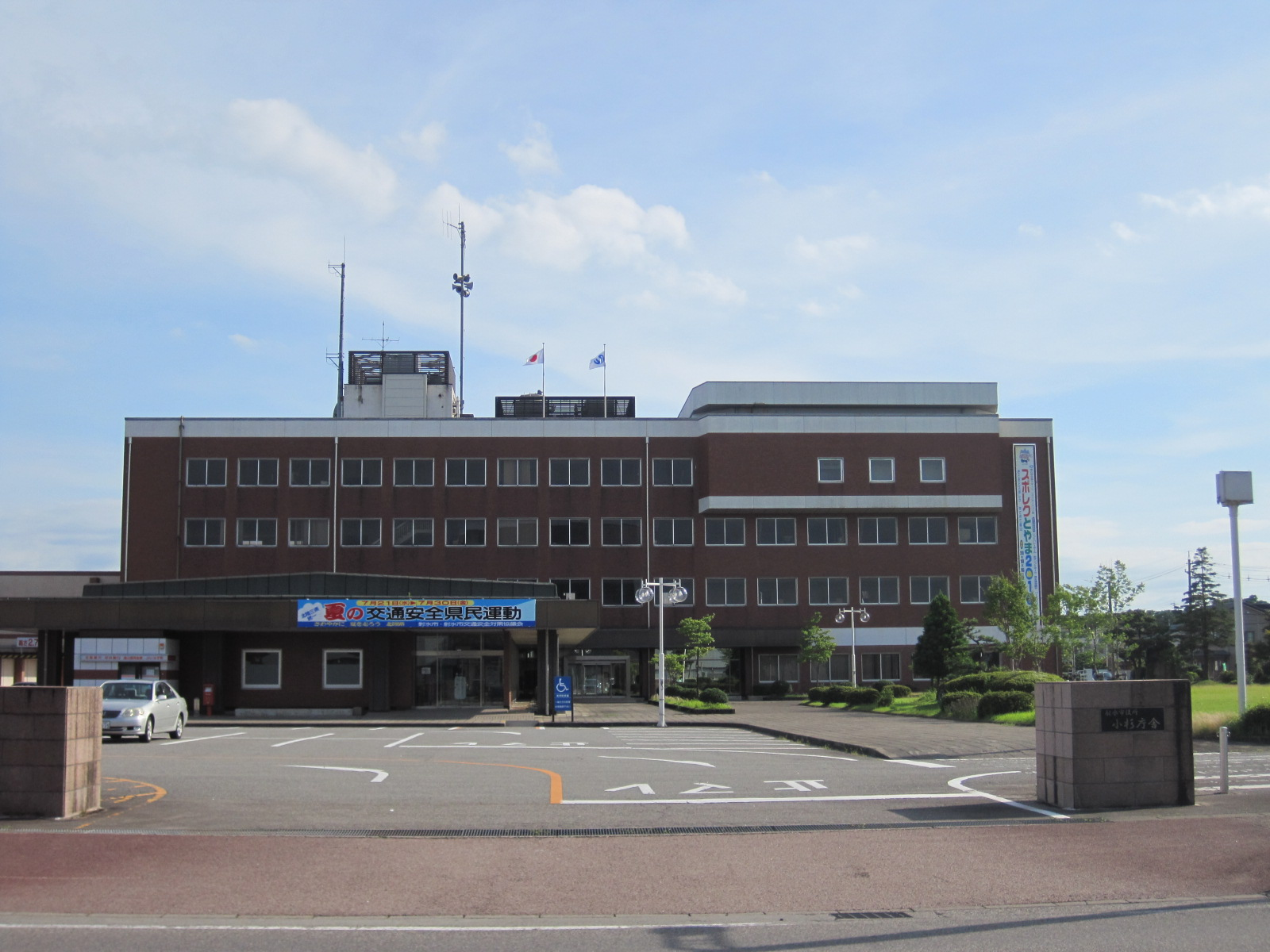
旧射水市役所（小杉庁舎・現在は解体されて現存しない）

2005年11月1日に射水市が発足した当初は「分庁舎方式」で、合併前の各市町村の役場、およびかつての射水地区広域圏の事務所がそれぞれ分庁舎となっていた。2016年9月23日まで、新市の事務所は小杉庁舎（旧小杉町役場）に、市議会会議場は新湊庁舎（旧新湊市役所）に置かれていた。布目庁舎（旧射水地区広域圏事務所）以外の各分庁舎には、各種届の受付などを行う行政センターが設けられていた。
| 庁舎                                | 住所                                | 業務                                                                 |
| ----------------------------------- | ----------------------------------- | -------------------------------------------------------------------- |
| 小杉庁舎 （旧小杉町役場）           | 〒939-0393 射水市戸破1511番地       | 市長、助役、収入役、企画総務部、会計課、選挙管理委員会               |
| 新湊庁舎 （旧新湊市役所）           | 〒934-8555 射水市本町二丁目10番30号 | 市議会、監査委員事務局、福祉保健部、産業経済部、農業委員会事務局ほか |
| 大門庁舎 （旧大門町役場）           | 〒939-0294 射水市二口1081番地       | 都市整備部ほか                                                       |
| 大島庁舎 （旧大島町役場）           | 〒939-0292 射水市小島703番地        | 市民環境部ほか                                                       |
| 下庁舎 （旧下村役場）               | 〒933-0292 射水市加茂中部893番地    | 教育委員会ほか                                                       |
| 布目庁舎 （旧射水地区広域圏事務所） | 〒934-0048 射水市布目1番地          | 教育センター、上下水道部                                             |

各分庁舎の老朽化や経費削減、業務効率化のため、合併当初より市庁舎の統合が検討されてきた。2011年、射水市新開発（旧大島町）の大島中央公園隣接の市有地に統合新庁舎を設置する条例改正案が可決した。将来の職員数の削減を見越して、統合新庁舎に近く比較的建設年数の浅い大島庁舎は当分の間使用し、本庁の職員数が300人程度となった時点で廃止するとした。上下水道部が配置されている布目庁舎については、そのまま存続とした。
2016年9月22日に現在の統合新庁舎が完成し、同年9月26日以降順次移転、10月11日より新庁舎・大島庁舎・布目庁舎の3庁舎体制となった。新湊庁舎・小杉庁舎・大門庁舎・下庁舎は廃止された。
現庁舎は鉄骨鉄筋コンクリート造6階建て、延床面積10,450m2、建物本体と基礎の間に免震構造を採用。建物中央の吹き抜け空間には自然換気を促すエコボイドを設置し、省エネ効果も得られるよう配慮されている。産業経済部と都市整備部は大島庁舎に入り、上下水道部は引き続き布目庁舎で業務を行う。
2025年3月24日、大島分庁舎に入っていた商工企業立地課がアル・プラザ小杉の2階へ移転した。

## 統合庁舎竣工後の分庁舎の変遷
出典→
- 新湊庁舎 - 跡地にクロスベイ新湊を新築。
- 小杉庁舎 - 跡地に片山学園初等科を新築。
- 大門庁舎 - 射水市子ども子育て総合支援センターに改装。
- 下庁舎 - 解体後は下村コミュニティセンターの敷地を経て、2022年に下村郵便局が移転新築、同年5月16日に業務開始。